# Graham Hunt
Graham Hunt (* 7. Dezember 1953 in Perth, Western Australia) ist ein ehemaliger australischer Dartspieler.

## Karriere
Hunt war bei der BDO-Weltmeisterschaft 1997 erstmals auf einer großen Bühne zu sehen. Hierbei verlor er zum Auftakt gegen Mervyn King. Später im Jahr machte er beim Winmau World Masters auf sich aufmerksam. Er bezwang den ehemaligen Sieger des Turniers, Erik Clarys in der ersten Runde und konnte in der zweiten Runde Revanche an King nehmen. Anschließend schlug er seinen Landsmann Peter Hinkley und auch Les Delderfield. Im Finale traf er auf Ronnie Baxter und gewann schließlich den Titel. Mit einem Alter von 43 Jahren war Hunt zu diesem Zeitpunkt der älteste Spieler, der das Turnier gewinnen konnte. Erst 2008 brach Martin Adams den Rekord mit 52 Jahren.
Im Jahr 1998 gewann er die Australian Masters. Bei der BDO-Weltmeisterschaft 1999 war er an Nummer vier gesetzt und bezwang Andy Jenkins zum Auftakt. Anschließend verlor er jedoch im Achtelfinale gegen den englischen Teamkapitän Adams. Bei seiner dritten und letzten WM-Teilnahme im Jahr 2000 verlor er in der 1. Runde gegen den Sieger von 1996, Steve Beaton.
2002 war er noch einmal beim World Masters dabei. In der zweiten Hauptrunde verlor er hierbei gegen Simon Whatley. Seither hält er sich vornehmlich in Australien und Neuseeland auf und spielt dort Turniere, unter anderem den WDF World Cup 2005. Beim Pacific Masters 2006 kam er ins Achtelfinale.
Nachdem Hunt 2017 letztmals auf der australischen Tour mitgespielt hatte, verabschiedete er sich im Oktober 2019 offiziell von der BDO.

## Weltmeisterschaftsresultate

### BDO
- 1997: 1. Runde (1:3-Niederlage gegen  Mervyn King)
- 1999: Achtelfinale (1:3-Niederlage gegen  Martin Adams)
- 2000: 1. Runde (0:3-Niederlage gegen  Steve Beaton)

## Titel

### BDO
- BDO World Master: 1997

### WDF
- WDF Asia-Pacific Cup Sieger: 1996
- WDF Asia-Pacific Cup - Sieger des Mixed-Doppels: 1996 (zusammen mit Dot McLeod)
- Australian Master: 1998
- Pacific Master: 1999
- WDF Asia-Pacific Cup - Sieger des Doppelwettbewerbs: 2002 (zusammen mit Anthony Fleet)